# Berndt Grundevik
Berndt Karl Allan Grundevik, född 5 november 1956 i Uddevalla, är en svensk pensionerad militär (generalmajor), numera verksam som utbildningskonsult.

## Biografi
Grundevik har under sin chefskarriär bland annat varit chef för Livregementets husarer (K 3) i Karlsborg och Multinational Task Force Center, KFOR, Kosovo. Han utnämndes till generalmajor den 13 december 2007 då han tillträdde befattningen som Arméinspektör, en tjänst han hade tills han den 13 september 2012 blev tjänsteförrättande ställföreträdande insatschef. Mellan 27 september 2013 och 29 april 2015 var han chef för den svenska delegationen vid Neutrala nationernas övervakningskommission. Mellan 9 september och 31 december 2015 hade han ett förordnade som särskild utredare vid PROD i Högkvarteret. Från den 1 juni 2016 var Grundevik ställföreträdande chef för Insatsledningen.  Han avgick med pension i november 2017. Sedan 2014 driver Grundevik det egna företaget Top level AB med verksamhet inom utbildning och krishantering.
Grundevik är ledamot av Kungliga Krigsvetenskapsakademien.

## Militär karriär
- 1979 – Reservofficer vid Bohusläns regemente i Uddevalla (Löjtnant)
- 1981 – Löjtnant vid Svea Livgarde, Kungsängen
- 1983 – Kapten
- 1989 – Major
- 1997 – Överstelöjtnant
- 2000 – Överste
- 2005 – Brigadgeneral
- 2007 – Generalmajor

## Befattningar
- 1977: FN-tjänst (Bataljon 66M), gruppchef,  Sinai
- 1979: Reservofficer och ställföreträdande Pansarvärnsplutonchef vid Bohusläns regemente (I 17), Uddevalla
- 1981–1983: Skytteplutonchef vid Svea Livgarde
- 1984–1985: Chef för beredskapspluton vid Svea Livgarde
- 1985/86: FN-tjänst Cypern/skytteplutonchef (Bataljon 87C)
- 1986/87: Elev stabskursen Försvarshögskolan, Stockholm
- 1987/88: Ställföreträdande kompanichef vid Svea Livgarde
- 1988–1989: Kompanichef vid beredskapskompani, Lapplands jägarregemente (I 22), Kiruna
- 1990-1992 : Lärare vid Infanteriets stridsskola i Kvarn
- 1992-1994: Elev vid Chefsprogrammet Försvarshögskolan, Stockholm
- 1994–1996: Adjutant till Chefen för Armén, generallöjtnant Sagrén
- 1996–1997: Lärare vid Försvarshögskolan, Stockholm
- 1997–1999: Stf brigadchef vid Livgardesbrigaden (IB 1), Kungsängen
- 1999–2002: Kurschef för chefsprogrammet Försvarshögskolan
- 2002–2005: Chef för Livregementets husarer (K 3), Karlsborg
- 2005–2007: Försvarsmaktens planeringschef
- 2007–2009: Chef Multinational Task Force Center, KFOR, Kosovo
- 2007–2012: Arméinspektör, Stockholm
- 2012–2013: Tjänsteförrättande ställföreträdande insatschef, Stockholm
- 2013–2015: Chef för svenska delegationen till Neutrala nationernas övervakningskommission, Korea
- 2015–2015: Särskild utredare vid PROD i Högkvarteret
- 2016-2017: Ställföreträdande chef för Insatsledningen i Högkvarteret

## Utmärkelser
- Försvarsmaktens värnpliktsmedalj
- Försvarsmaktens reservofficersmedalj i silver
- För nit och redlighet i rikets tjänst
- Försvarsmaktens medalj för internationella insatser i brons
- Kungl. Nederländska Förbundets medalj för fysisk fostran
- Medaljen till minne av Nobels fredspris till FN:s fredsbevarande styrkor i silver
- Förenta Nationernas medalj i brons, UNEF II, Mellersta Östern
- Förenta Nationernas medalj i brons, UNFICYP, Cypern
- Non-Article 5 NATO-medalj för Operationer på Balkan
- Legion of Merit (kommendörs grad)[8]
- Legion of Merit
- Korea Service Medal
- National Security merit Cheonsu medal/Korea
- Koreamedaljen
- Luftvärnsregementets/Lv 6 medalj
- Hemvärnets medalj i Silver
- Reservofficerarnas jubileumsmedalj
- Criscom förtjänstmedalj i guld

## Fotogalleri

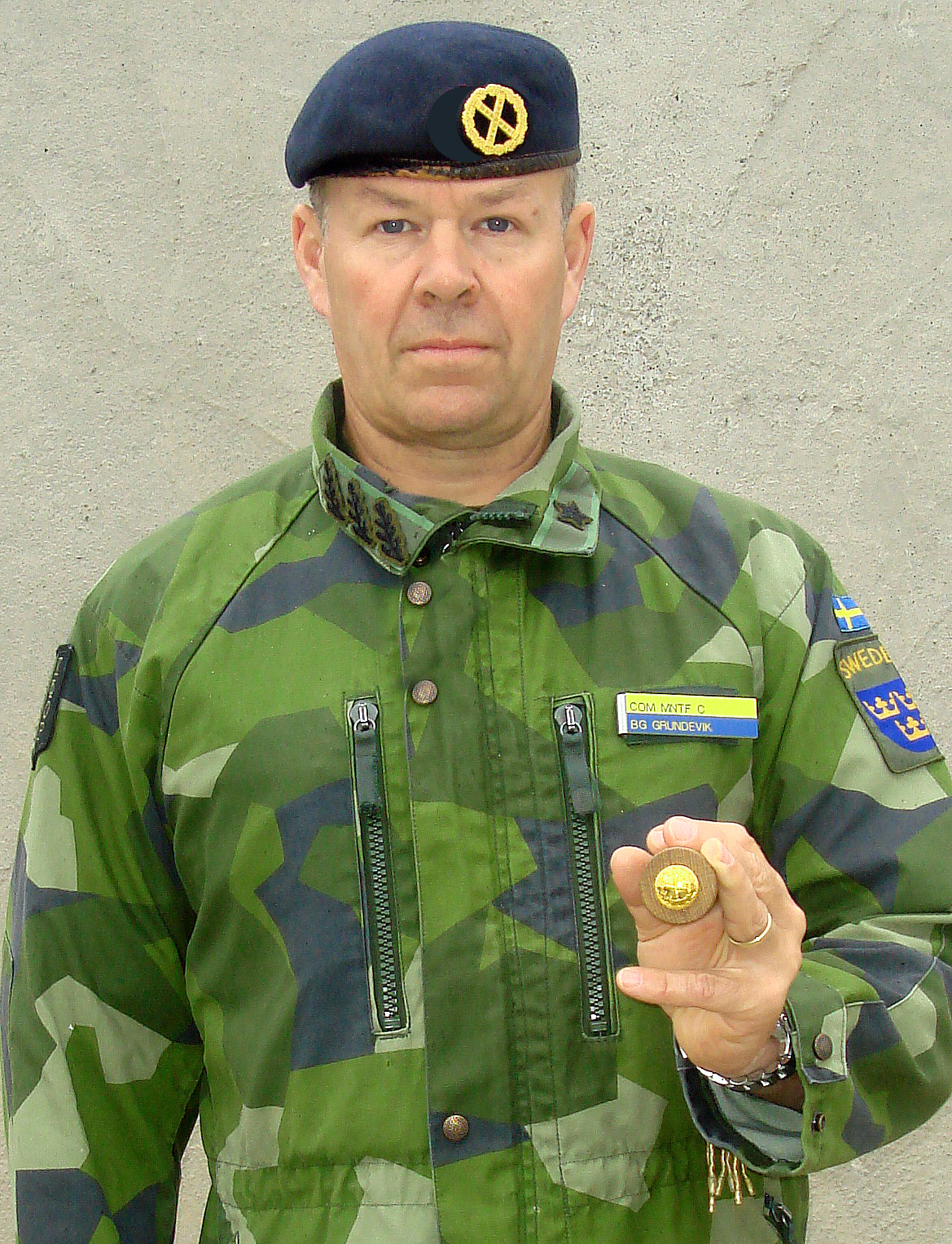
Grundevik med kommandostav som Chef Multinational Task Force Center.
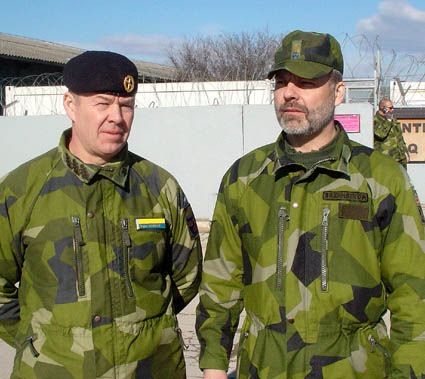
Generalerna Grundevik och Brännström i Kosovo 2007.
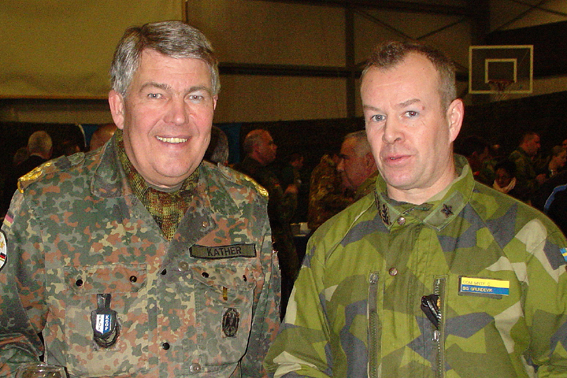
Chefen KFOR generallöjtnant Roland Kather och Grundevik i Kosovo 2007.
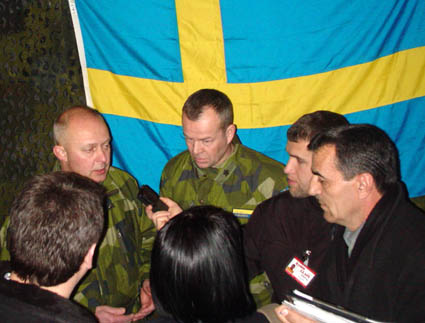
Grundevik har presskonferens i Kosovo 2007.
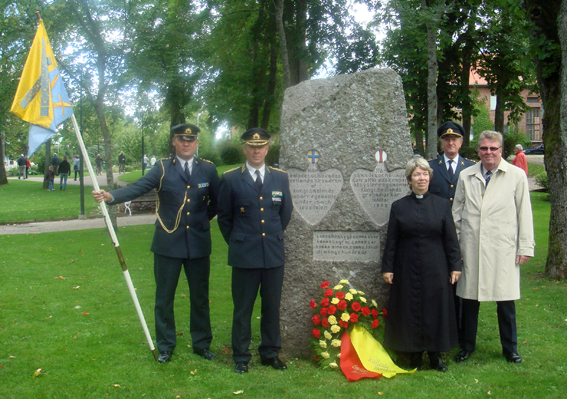
General Grundevik vid Hvetlanda skvadrons minnessten 2008
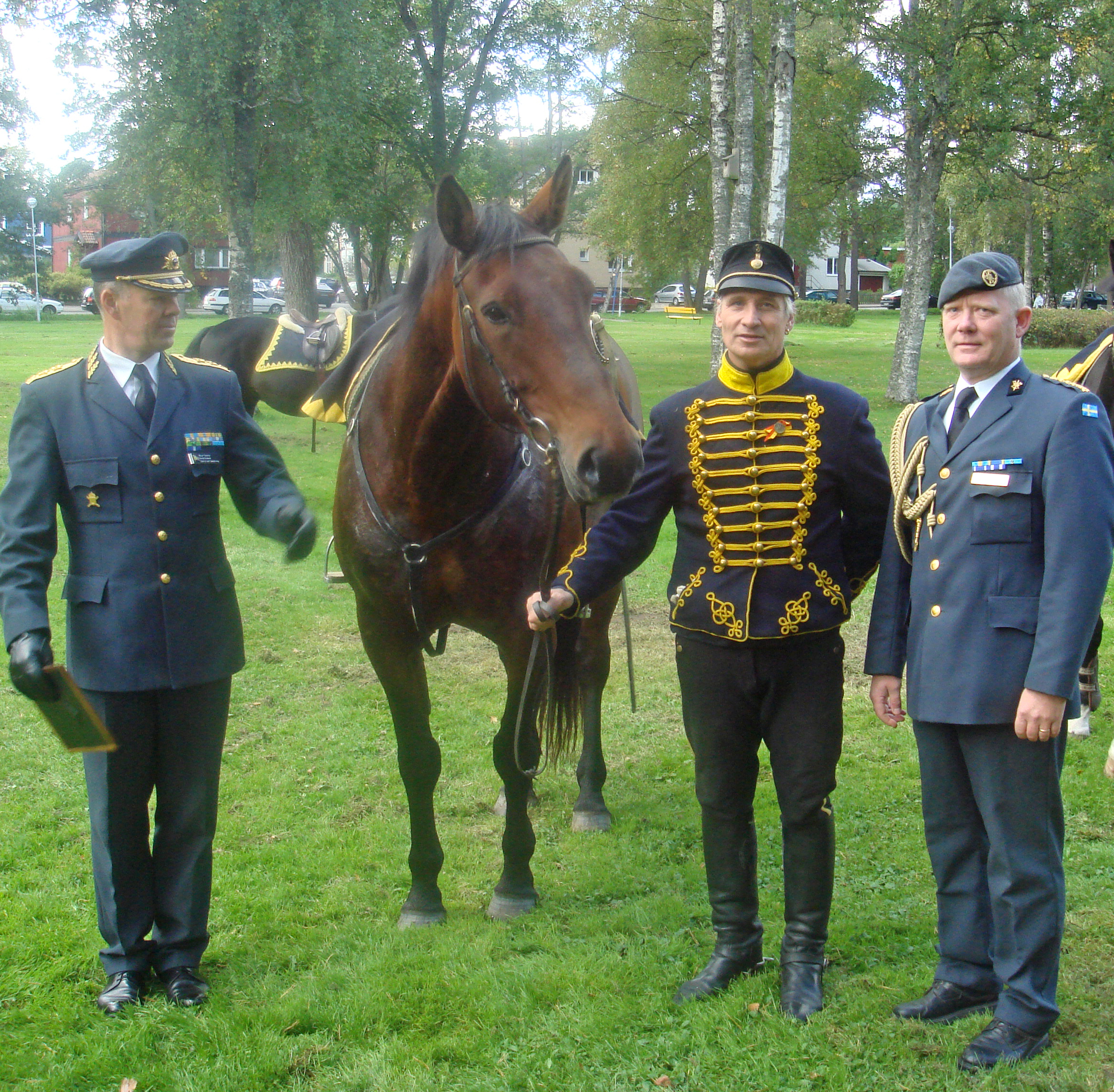
General Grundevik inspekterar Hvetlanda skvadron 2008 tillsammans med överste Thommy Karlsson.
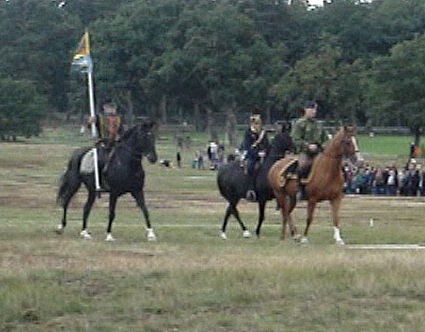
General Grundevik på Revingehed 2008.